# Operació Dominic
L'Operació Dominic fou una sèrie de proves nuclears realitzades pels Estats Units d'Amèrica l'any 1962.
Les 31 detonacions foren realitzades a l'illa de Kiritimati, l'atol Johnston i l'oceà Pacífic a prop de Califòrnia. La més gran de totes fou Housatonic, realitzada el 27 de juliol del 1962, la qual alliberà 8,3 megatones d'energia.